# Jude Hofschneider
Jude Hofschneider, né le 12 septembre 1966, est le neuvième lieutenant-gouverneur des Îles Mariannes du Nord entre le 20 février 2013 et le 12 janvier 2015.

## Biographie
Hofschneider est diplômé de la Reynolds High School en 1988. Son premier emploi dans la fonction publique était celui de coordonnateur de la conservation des sols et de l'eau. Il a ensuite obtenu un diplôme d'associé du Northern Marianas College en 1996. Hofschneider a ensuite exercé les fonctions de spécialiste de l'environnement au département des travaux publics de Tinian , puis de directeur adjoint de cette agence. Il a poursuivi ses études en ligne par l’intermédiaire de l’ Université du Wisconsin – Madison et de l’ Université de Phoenix. 
En 2004, Hofschneider a été élu au conseil municipal de Tinian & Aguiguan. Il a siégé pendant deux ans à l'Association des maires et conseillers municipaux des îles Mariannes (AMIM). 
En 2006, Hofschneider a été élu à la législature du Commonwealth du Parlement des Iles Mariannes du Nord . Au cours de ses sept années au service de cet organisme, il a joué divers rôles. De 2010 à 2013, il était vice-président du Sénat. En janvier 2013, il a été élu à la présidence du Sénat.
Hofschneider a été nommé lieutenant-gouverneur en février 2013. Il a exercé les fonctions de gouverneur par intérim alors que le gouverneur était sorti du Commonwealth. Son mandat a pris fin en 2015.